# رامي الطمباري
رامي الطمباري هو ممثل ومؤدي صوتي وممثل ومخرج مسرحي مصري اشتهر بأدائه لشخصية «عزيز عيد» في مسلسل «الضاحك الباكي» الذي عُرض في عام 2022 كما شارك في العديد من الأعمال السينمائية والتليفزيونية وهو ابن المخرج المسرحي الراحل مسعد الطمباري وشقيق الممثل هاني الطمباري.

## مسيرته الفنية
عمل رامي الطمباري في بداياته كممثل ومخرج مسرحي، ثُم عمل كمؤدي صوتي فعمل مع العديد من الشركات وقام بالدبلجة بالعربية الفصحى وباللهجة المصرية في أعمال مهمة مثل المسلسل الهندي الشهير «إيه جابك عند جارك»، ومسلسل الرسوم المتحركة «قصص الحيوان في القرآن»، ثُم شارك في عدد من الأفلام السينمائية والأعمال التليفزيونية كان من أبرزها فيلم «شد أجزاء» الذي عُرض في عام 2015 من بطولة محمد رمضان، وكان من أبرز أدواره في المسلسلات التليفزيونية دوره في مسلسل «أنصاف مجانين» الذي عُرض على منصة شاهد الرقمية التابعة لشبكة قنوات إم بي سي في عام 2020، كما اشتهر بأدائه لشخصية الممثل المسرحي الراحل عزيز عيد في مسلسل «الضاحك الباكي» الذي عُرض في عام 2022 من بطولة عمرو عبد الجليل ومن إخراج محمد فاضل.

## أعماله
| سنة العرض | اسم العمل                                | نوع العمل         | الدور                            |
| --------- | ---------------------------------------- | ----------------- | -------------------------------- |
| 2022      | الضاحك الباكي                            | مسلسل             | عزيز عيد                         |
| 2022      | انحراف                                   | مسلسل             | دبور                             |
| 2022      | تحقيق                                    | مسلسل             | سامي علوان                       |
| 2022      | وسط البلد                                | مسلسل             | فتحي                             |
| 2021      | إلا أنا - الجزء الثاني (حكاية بدون ضمان) | مسلسل             | الدكتور أحمد                     |
| 2021      | الحرير المخملي                           | مسلسل             | زياد                             |
| 2021      | الطاووس                                  | مسلسل             | وكيل النيابة                     |
| 2021      | أنصاف مجانين (الجزء الثاني)              | مسلسل             | الدكتور محمود منصور              |
| 2021      | أنصاف مجانين (الجزء الأول)               | مسلسل             | الدكتور محمود منصور              |
| 2020      | إلا أنا - الجزء الأول                    | مسلسل             | ياسر                             |
| 2020      | الأزهر (الجزء الرابع)                    | مسلسل رسوم متحركة | الشيخ بكر الأزهري                |
| 2020      | صحبة الآيات                              | مسلسل رسوم متحركة | أبرهة                            |
| 2020      | فلانتينو                                 | مسلسل             | مدحت                             |
| 2019      | أفراح إبليس (الجزء الثاني)               | مسلسل             | رئيس النيابة                     |
| 2019-2020 | الآنسة فرح (Miss Farah)                  | مسلسل             | منير; (مقتبس من Jane the Virgin) |
| 2018      | الرحلة                                   | مسلسل             | مخرج                             |
| 2018      | الشارع اللي ورانا                        | مسلسل             |                                  |
| 2018      | طلعت روحي                                | مسلسل             | درويش                            |
| 2018      | عوالم خفية                               | مسلسل             | طارق فاروق                       |
| 2018      | قانون عمر                                | مسلسل             | عز ضابط السجن                    |
| 2018      | لدينا أقوال أخرى                         | مسلسل             | وكيل النيابة خالد منصور          |
| 2017      | الجماعة ج2                               | مسلسل             | زكريا محيي الدين                 |
| 2017      | عشم إبليس                                | مسلسل             |                                  |
| 2017      | فولي                                     | مسلسل رسوم متحركة |                                  |
| 2016      | الأزهر (الجزء الأول)                     | مسلسل رسوم متحركة |                                  |
| 2016      | الطبال                                   | مسلسل             | العقيد مراد الدكروري             |
| 2016      | راس الغول                                | مسلسل             |                                  |
| 2015      | حواري بوخاريست                           | مسلسل             |                                  |
| 2015      | شد أجزاء                                 | فيلم              |                                  |
| 2014      | جبل الحلال                               | مسلسل             | خلف                              |
| 2014      | خطوات الشيطان (الجزء الثاني)             | برنامج ديني       | هاني                             |
| 2013      | بدون ذكر أسماء                           | مسلسل             | النقيب علاء                      |
| 2013      | موجة حارة                                | مسلسل             | وكيل النيابة                     |
| 2012      | باب الخلق                                | مسلسل             |                                  |
| 2011      | راجل وست ستات (الجزء الثامن)             | مسلسل             |                                  |
| 2010      | عصافير النيل                             | فيلم              | سلامة                            |
| 2007      | أسعد سعيد في العالم                      | مسرحية            | الغامض 2                         |

## روابط خارجية
- صفحة الممثل على موقع قاعدة بيانات الأفلام العربية